# Allan Jacobsen
Allan Frederick Jacobsen (Edimburgo, 22 settembre 1978) è un ex rugbista a 15 scozzese.
Giocava nel ruolo di pilone, prima di ritirarsi nel 2013.
Ha esordito con la maglia della Nazionale scozzese nel 2002 contro il Canada, prima volta di un totale di 65 presenze, fino al ritiro dalla nazionale avvenuto nel 2012. Nel suo club, l'Edimburgo, Jacobsen disputò un totale di 286 presenze nella prima squadra, dopo aver giocato due anni nelle giovanili.